# Drepanodontus
Drepanodontus is een geslacht van weekdieren uit de klasse van de Gastropoda (slakken).

## Soort
- Drepanodontus tatyanae Harasewych & Kantor, 2004